# 야간 철도 아이즈키누가와선
야간 철도 아이즈키누가와 선(일본어: 野岩鉄道 会津鬼怒川線)은 야간 철도의 유일한 철도 노선이다. 일본 도치기현 닛코시에 위치한 신후지와라 역과 후쿠시마현 미나미아이즈군 미나미아이즈정에 위치한 아이즈코겐오제구치역을 잇는다.
도부 철도 기누가와 선과 아이즈 철도 아이즈 선에 접속해서 일본의 수도권과 아이즈 지방을 잇는 철도 노선이다.

## 역사
- 1986년 10월 9일: 개통.
- 1988년 10월 19일: 시모쓰케카미미요리 역을 가미미요리시오바라 역으로 명칭 변경.
- 1990년 10월 12일: 아이즈 철도 아이즈 선이 전철화에 따라 전동차 열차가 아이즈타지마역까지 직결 운행 개시.
- 2005년 3월 1일: 아이즈 철도의 열차 'AIZU 마운트 익스프레스'가 운행 개시.
- 2006년 3월 18일: 나카미요리 역을 나카미요리 온천 역으로, 가미미요리시오바라 역을 가미미요리시오바라온센구치 역으로, 아이즈 고원 역을 아이즈코겐오제구치 역으로 각각 명칭 변경.

## 차량
- 6050계(도부 철도, 야간 철도, 아이즈 철도가 각각 보유)
- 아이즈 철도 AT-600형·AT-650형 동차('AIZU 오제 익스프레스')
- 아이즈 철도 AT-700형·AT-750형 동차('AIZU 마운트 익스프레스')

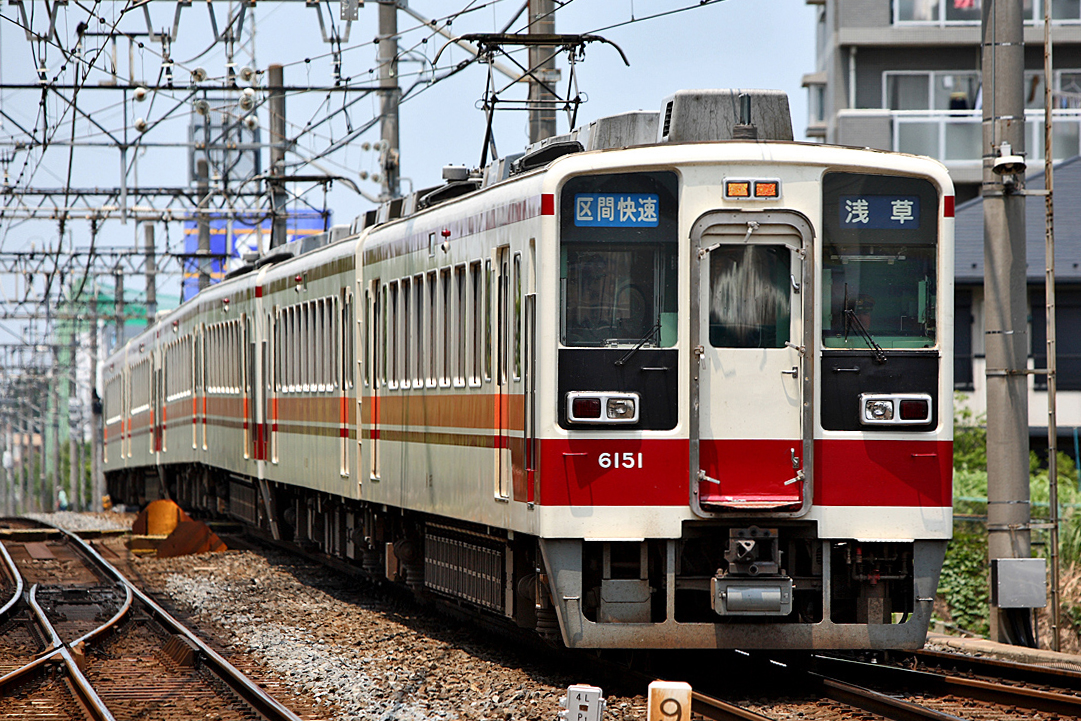
6050계
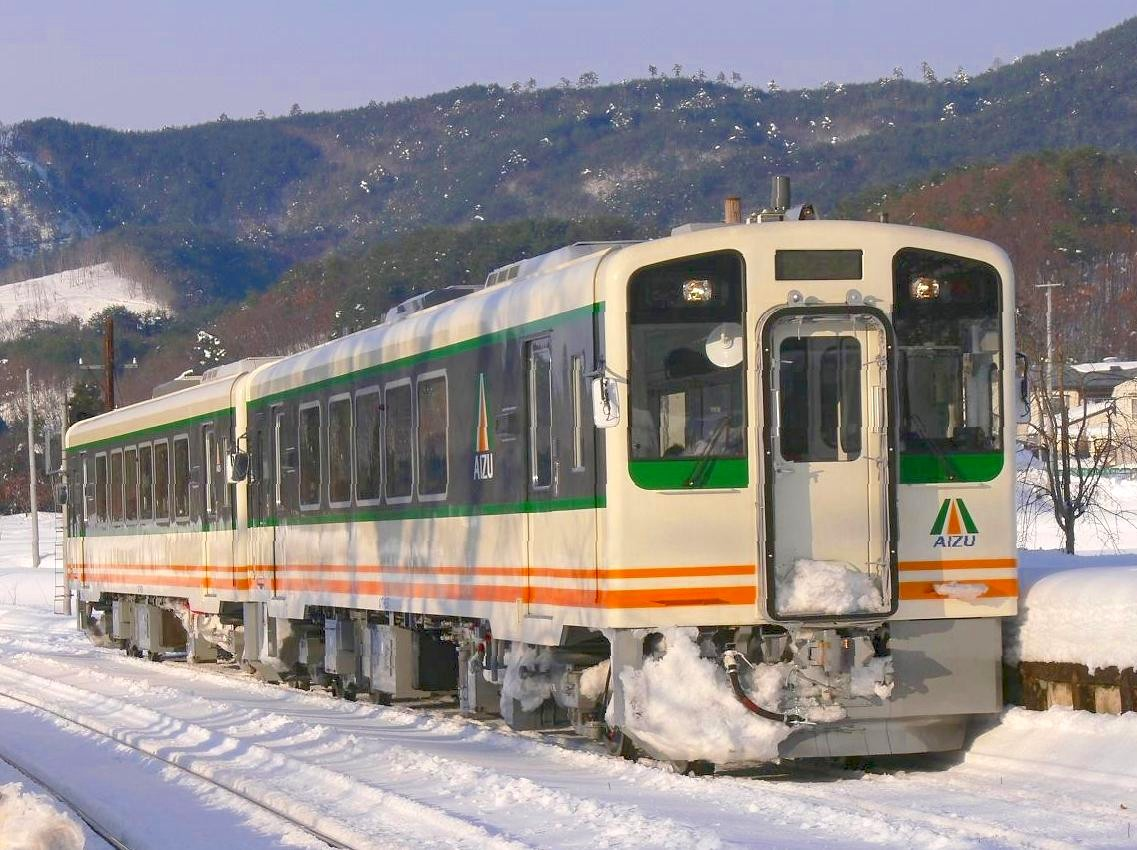
아이즈 철도 AT-600형·AT-650형 동차
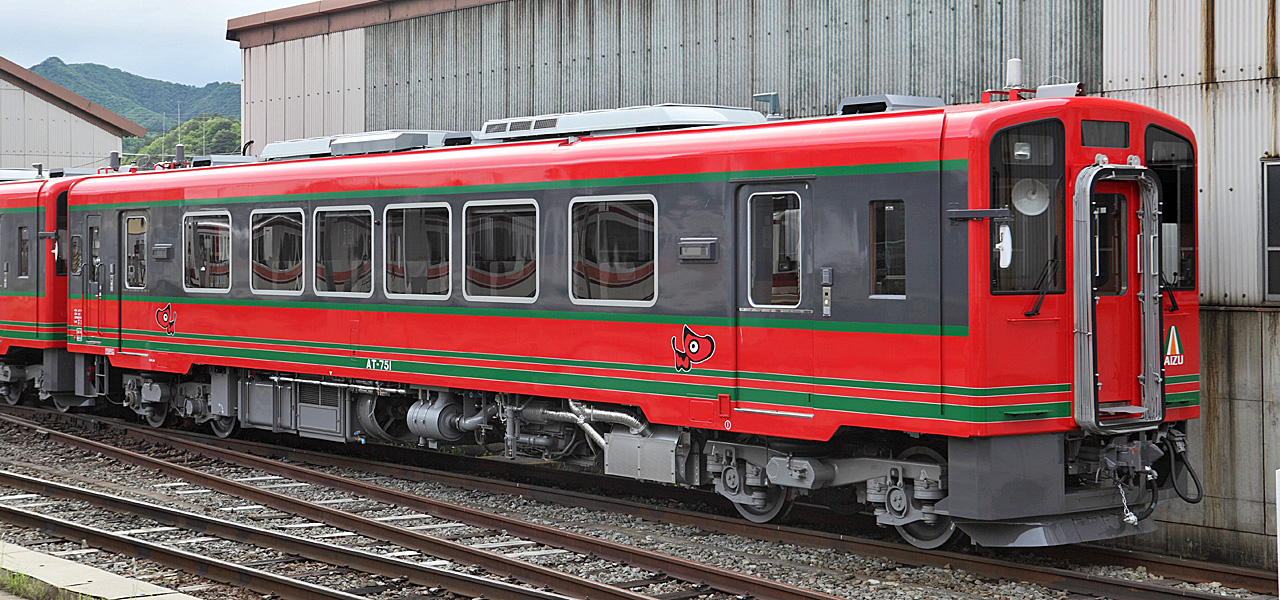
아이즈 철도 AT-700형·AT-750형 동차

## 역 목록
| 역 이름                    | 일본어 이름      | 영업 거리 (km) | 접속 노선                         | 소재지                                   | 소재지                                   |
| -------------------------- | ---------------- | -------------- | --------------------------------- | ---------------------------------------- | ---------------------------------------- |
| 신후지와라                 | 新藤原           | 0.0            | 도부 철도 기누가와 선 (직결 운행) | 도치기현                                 | 닛코시                                   |
| 류오쿄                     | 龍王峡           | 1.7            |                                   | 도치기현                                 | 닛코시                                   |
| 가와지온센                 | 川治温泉         | 4.8            |                                   | 도치기현                                 | 닛코시                                   |
| 가와지유모토               | 川治湯元         | 6.0            |                                   | 도치기현                                 | 닛코시                                   |
| 유니시가와온센             | 湯西川温泉       | 10.3           |                                   | 도치기현                                 | 닛코시                                   |
| 나카미요리온센             | 中三依温泉       | 16.8           |                                   | 도치기현                                 | 닛코시                                   |
| 가미미요리시오바라온센구치 | 上三依塩原温泉口 | 21.0           |                                   | 도치기현                                 | 닛코시                                   |
| 오지카코겐                 | 男鹿高原         | 25.0           |                                   | 도치기현                                 | 닛코시                                   |
| 아이즈코겐오제구치         | 会津高原尾瀬口   | 30.7           | 아이즈 철도 아이즈 선(직결 운행)  | 후쿠시마현 미나미아이즈군 미나미아이즈정 | 후쿠시마현 미나미아이즈군 미나미아이즈정 |